# Yulia Karimova
Pour les articles homonymes, voir Karimova.
Yulia Zakirovna Karimova (en russe : Юлия Закировна Каримова), née le 25 novembre 1995 à Ijevsk (Russie), est une tireuse sportive russe, championne du monde en tir à la carabine à 50 m 3 positions en 2018.

## Carrière
Elle gagne ses premières médailles internationales en carabine aux championnats d'Europe à Maribor en 2015 avec le bronze sur 50 m tir couché en individuelle et par équipe. Deux ans plus tard, elle est sacrée championne d'Europe par équipe en carabine à 10 mètres, titre conservé en 2019 à Osijek en 2019 et en 2020 à Varsovie.
En 2018, elle est sacrée championne du monde en tir à la carabine à 50 m 3 positions en individuel avec une médaille de bronze par équipe.
En 2021, elle participe à ses premiers jeux olympiques : en individuel à 10 mètres, elle n'est que treizième à la sortie des qualifications et ne participe pas à la finale ; pour l'épreuve suivante, elle est associée pour l'épreuve mixte à Sergey Kamenskiy qui a obtenu le bronze en individuel et monte sur la troisième marche du podium. Enfin, elle est alignée sur le tir à 50 m 3 positions où elle monte encore sur la troisième marche du podium battue par Nina Christen et sa compatriote Yulia Zykova.

## Palmarès

### Jeux olympiques
- médaille de bronze en tir à la carabine à 50 m 3 positions aux Jeux olympiques d'été de 2020 à Tokyo
- médaille de bronze en tir à la carabine à 10 m par équipe mixte aux Jeux olympiques d'été de 2020 à Tokyo

### Championnats du monde
- médaille d'or en tir à la carabine à 50 m 3 positions individuel féminin aux Championnats du monde 2018 à Changwon
- médaille de bronze en tir à la carabine à 50 m 3 positions par équipes féminine aux Championnats du monde 2018 à Changwon

### Championnats d'Europe
- Championnats d'Europe 2015 à Maribor
  -  médaille de bronze en tir à la carabine à 50 m couché
  -  médaille de bronze en tir à la carabine à 50 m couché par équipes féminines
- Championnats d'Europe 2017 à Maribor
  -  médaille d'or en tir à la carabine à 10 m par équipes féminines
- Championnats d'Europe 2019 à Osijek
  -  médaille d'or en tir à la carabine à 10 m par équipes féminines
- Championnats d'Europe 2020 à Varsovie
  -  médaille d'or en tir à la carabine à 10 m par équipes féminines
  -  médaille d'or en tir à la carabine à 10 m par équipes mixtes
- Championnats d'Europe 2021 à Osijek
  -  médaille d'or en tir à la carabine à 10 m par équipes féminines
  -  médaille d'or en tir à la carabine à 50 m 3 positions par équipes féminines
  -  médaille de bronze en tir à la carabine à 10 m par équipes mixtes

### Jeux européens
- médaille d'or en tir à la carabine à 10 m par équipes féminine aux Jeux européens de 2019 à Minsk